# Антонов, Владимир Иванович
Антонов Владимир Иванович (7 мая 1937, Орёл, РСФСР, СССР — 6 июля 2017, Харьков) — советский и украинский актёр, Народный артист Украины (1991).

## Биография
Родился 7 мая 1937 года в Орле. В 1960 году окончил Харьковский театральный институт (мастерская Александра Сердюка). С 1960 года — актёр Харьковского театра юного зрителя. В ТЮЗе Антонов прослужил почти сорок лет — играл и ставил детские спектакли, а в кино снялся в тридцати фильмах. Самые известные из них — «Рождённая революцией», «Дума о Ковпаке», «Ярослав Мудрый».
Первый народный артист независимой Украины, проживал в Харькове, преподавал в университете искусств.
Скончался 6 июля 2017 года в Харькове. Прощание состоялось 7 июля в 11:00 в Харьковском ТЮЗе.

## Творчество

### Роли в театре
- 1993 — «12 месяцев» Самуила Маршака — солдат.

### Роли в кино
- 1962 — Исповедь
- 1964 — Повесть о Пташкине — Пташкин
- 1970 — Чёртова дюжина — отец Серафим
- 1970 — Хлеб и соль — пастух
- 1972 — А зори здесь тихие
- 1973 — Ни пуха, ни пера! — хозяин подстреленной собаки
- 1974 — Ответная мера — Бондаренко
- 1975 — Рождённая революцией (4-я серия — «Мы поможем тебе») — Кузьмич
- 1976 — Дума о Ковпаке (в фильме «Карпаты, Карпаты…» — 3-й фильм) — Велас
- 1977 — Весь мир в глазах твоих — продавец цветов на базаре
- 1978 — Я хочу вас видеть — Илюша
- 1979 — Безответная любовь — Васечка
- 1981 — Возьму твою боль — Щерба
- 1981 — Ожидание полковника Шалыгина — Савченко
- 1981 — Ярослав Мудрый — отец Любавы
- 1983 — Весна надежды — Антон
- 1983 — Водоворот — Кузь
- 1983 — Комбаты
- 1984 — В лесах под Ковелем
- 1985 — Как молоды мы были
- 1985 — Тайна Золотой горы — Зырянов
- 1985 — Кармелюк — Ярема
- 1986 — И в звуках память отзовётся… — Остап Вересай
- 1987 — Берёзовая ветка (фильм-спектакль) — Короткевич
- 1987 — И завтра жить — Ларион
- 1988 — Каменная душа
- 1990 — Небылицы про Ивана
- 1991 — Казаки идут — Торба
- 1991 — Миленький ты мой…
- 1996 — Дети пробуждаются рано…
- 2004 — УВД-2. Во власти (Украина)

## Награды и звания
- Народный артист Украины (1991)[3].
- Лауреат премии им. А. Зубарева
- Лауреат премии им. И. Марьяненко.

## Факты
В начале 1970-х годов, во время работы в Театре юного зрителя был наставником молодого Владимира Конкина.